# Querturm
Ein Querturm ist ein Kirchturm, dessen Querachse länger als die Längsachse ist. Bei dem üblichen geosteten Längs-Grundriss der meisten Kirchen bedeutet dies, dass die Längsachse des Turms in Ost-West-Richtung und die Querachse in Nord-Süd-Richtung gemessen wird.
Obwohl der Begriff Querturm sehr häufig verwendet wird, ist eine einheitliche Definition nicht zu finden. In den meisten Fällen sind damit Westbauten gemeint, die mehr einen Turmcharakter als einen Hauscharakter haben. Bei Quertürmen handelt es sich nicht um Westwerke oder Westriegel. Sie sind auch nicht mit Querhaustürmen zu verwechseln. Letztere sind Kirchtürme, die am oder auf dem Querhaus einer Kirche stehen (Limburger Dom).

Quertürme
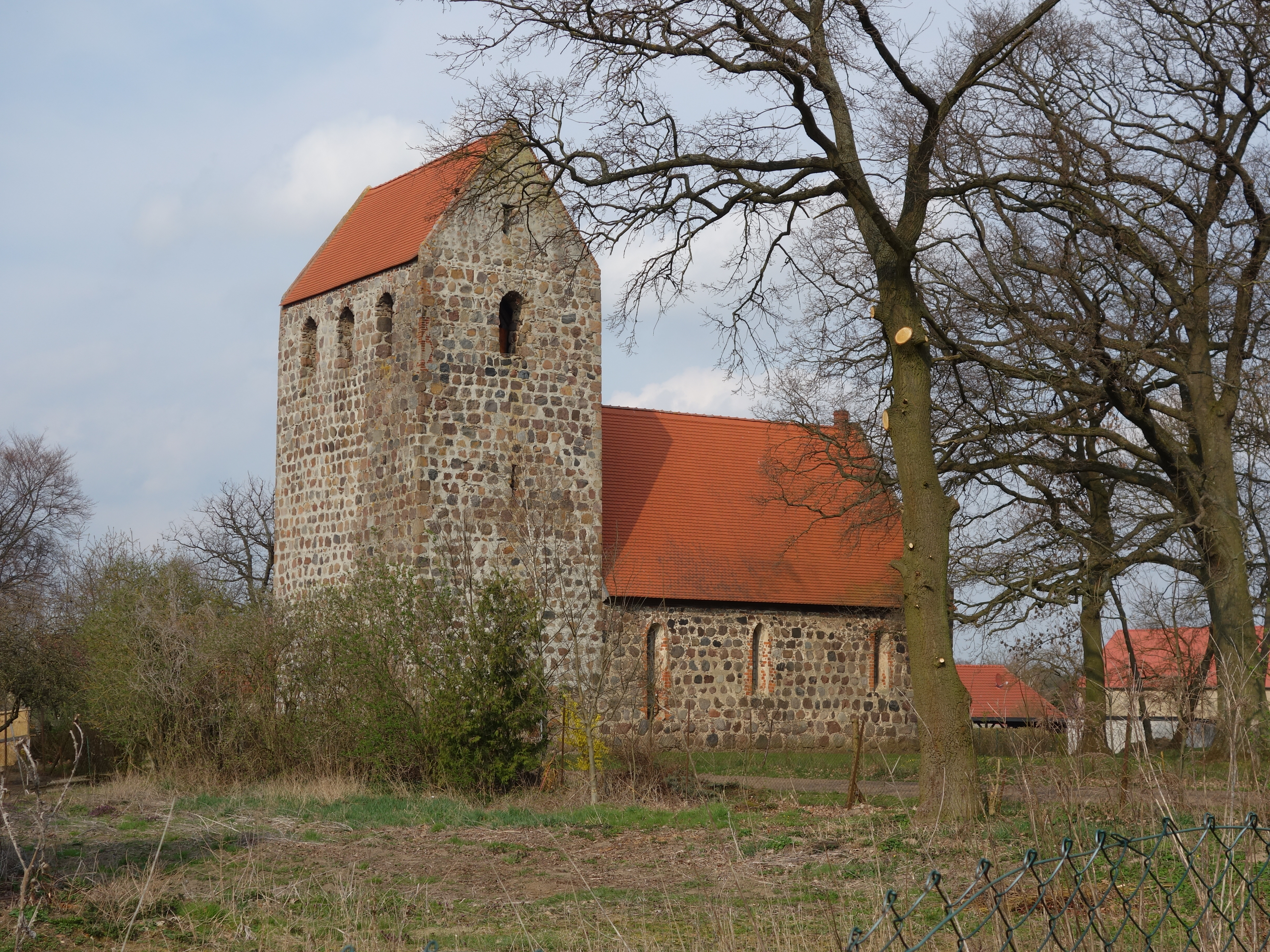
Frühgotischer Querturm der Dorfkirche in Holzhausen, Ostprignitz
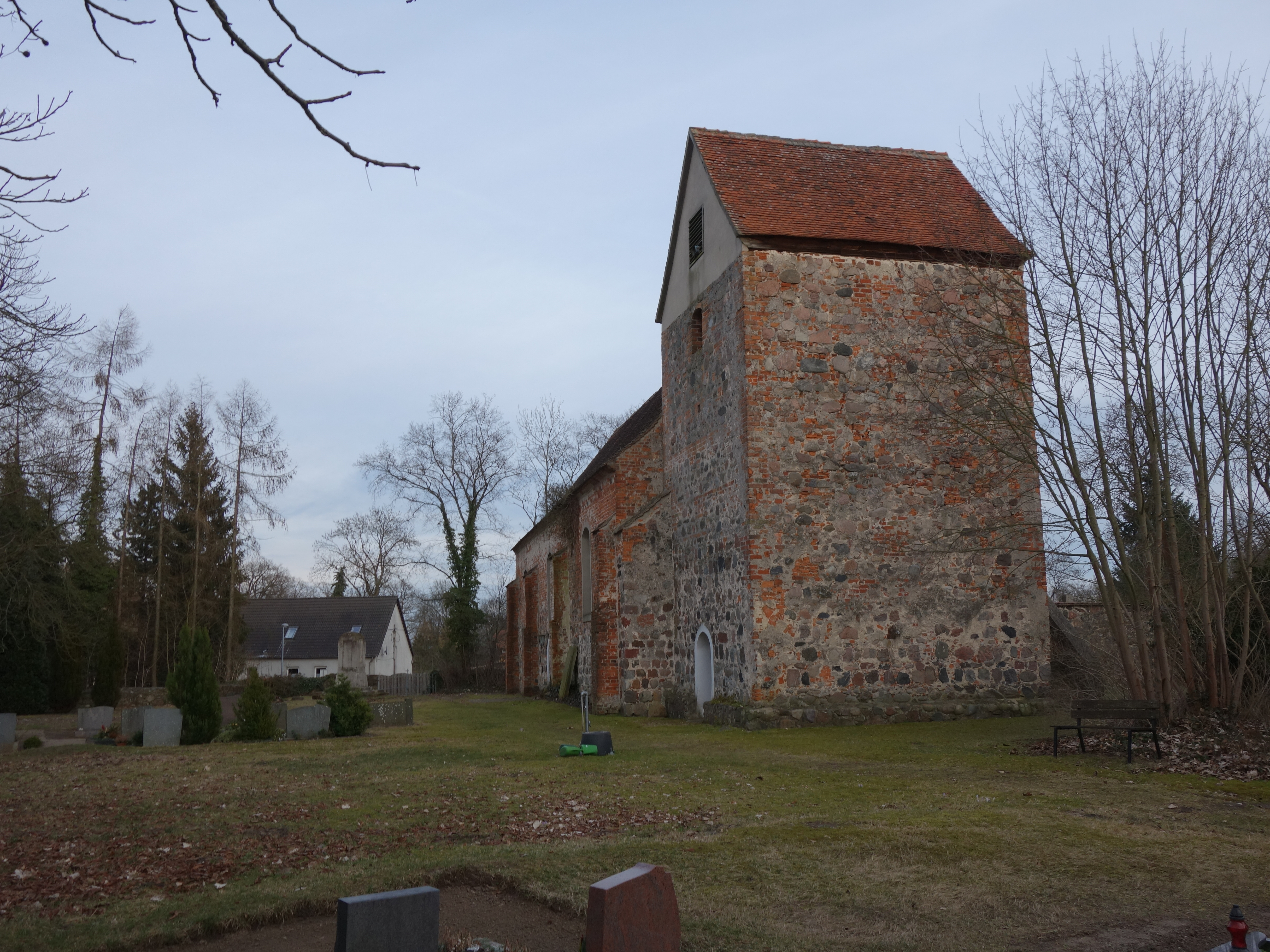
Westquerturm der Dorfkirche Kotzen im Havelland
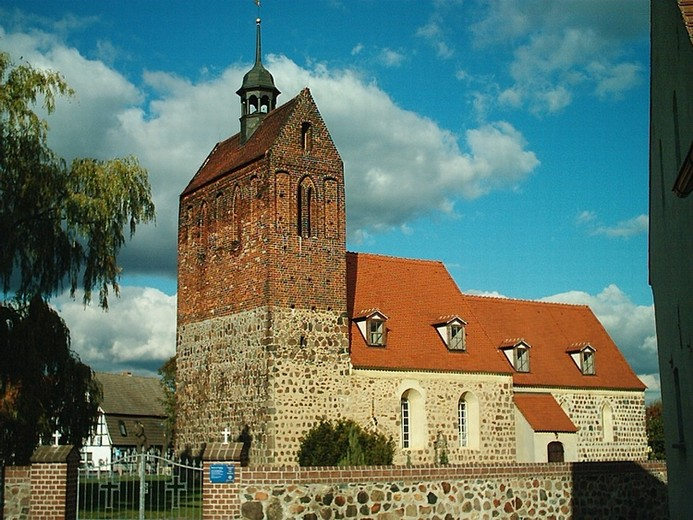
Querturm der Kirche in Trebbus

Ein Westquerturm ist Bestandteil des romanischen Kirchbautyps der „Vollständigen Anlage“.